# 英國金獅航空
英國金獅航空（英語：British Caledonian, BCal），是於1970年代至1980年代間運營的一家英國的民營航空公司，以倫敦格域機場為樞紐。英國金獅航空的歷史最早可追溯至1970年11月，當時為英國第二大的民營航空公司、蘇格蘭的包機公司——金獅航空吞併了英國聯合航空（British United Airways, BUA），繼而成為英國最大的民營航空公司，乃至於當時的英國海外航空和英國歐洲航空一同位居領先地位的定期航班經營者。在與英聯航合併後，金獅對於定期航班的鴻圖野心得以實現，並往後讓金獅成為英國領先且獨立的國際定期航班提供者。
20世纪80年代中期，一系列重大的财务挫折加上航空公司无法充分发展以达到可行的规模，公司面临严重的崩溃风险。金獅遂开始寻求合併以改善其竞争地位。1987年12月，英国航空获得了该航空公司的控制权。随后，金獅航空的品牌和塗裝被英航用來重新命名其以倫敦格域机场爲樞紐的子公司英航旅行。其實有關金獅的經營規模，在1969年的愛德華茲報告書中就有所預期，指出英國金獅航空若無法達到成為可觀「第三勢力」的最小規模，其命運可能將會是走向破產邊緣。

## 1980年代

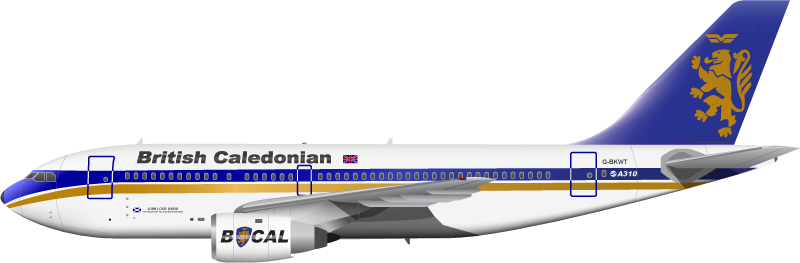
英國金獅航空在空中巴士 A310-200上的塗裝（ca. 1984）

1980年代的英國金獅航空幾經起跌，受到當時幾起重要的地緣政治事件影響，BCal在營運及財政上均遭重創，並成為BCal瀕臨倒閉的主要原因。1987年，由於規模不敵英國航空、聯合航空等大型公司，同時收到國泰等遠東勢力崛起，BCal在腹背受敵之下提出於英航合併的建議、作價2.37億英鎊。由於BCal手中的航權非常具有潛力， ILG/Air Europe在合併建議後加入爭奪戰，並向當時的壟斷及兼併仲裁委員會(MMC)申訴指BA-BCal合併極有可能造成壟斷，同時又以「更公平、更合理」的價格提出收購。BCal其後一度尋求「白武士」相助，輾轉間曾向英倫航空（BMI）、法國聯合航空（UTA）和北歐航空（SAS）求助。BCal最初曾寄望於地位相似的UTA之上，UTA為法國航空業的第二交椅、同時也是法國最大的民營航空，若兩者資源整合勢必將發揮更大優勢，後因法國政府叫停導致無疾而終。和英倫航空的磋商也因為BMI提出BCal所有航班必須移師至希思路機場，管理層認為在繁忙的希思路強行加入航班難以實施之下破裂。最後北歐航空提供購入BCal 26%股份作為代價加入SAS集團的方案，並計畫將Dan-Air併入BCal之內。但在英航拖延戰術以及保守黨政府的積極干預下，最後BCal由英航納歸其下。

## 機隊

### 機隊概覽
英國金獅航空及其子公司曾擁有以下型號定翼機：
- 空中巴士A310-200
- BAC 1-11 200/300/400/500
- 波音707-120B/320B/320C
- 波音747-100/200B/200B "Combi"
- 麥道DC-10-10/30
- 派珀 PA-23 Aztec
- 派珀 PA-31 Navajo Chieftain

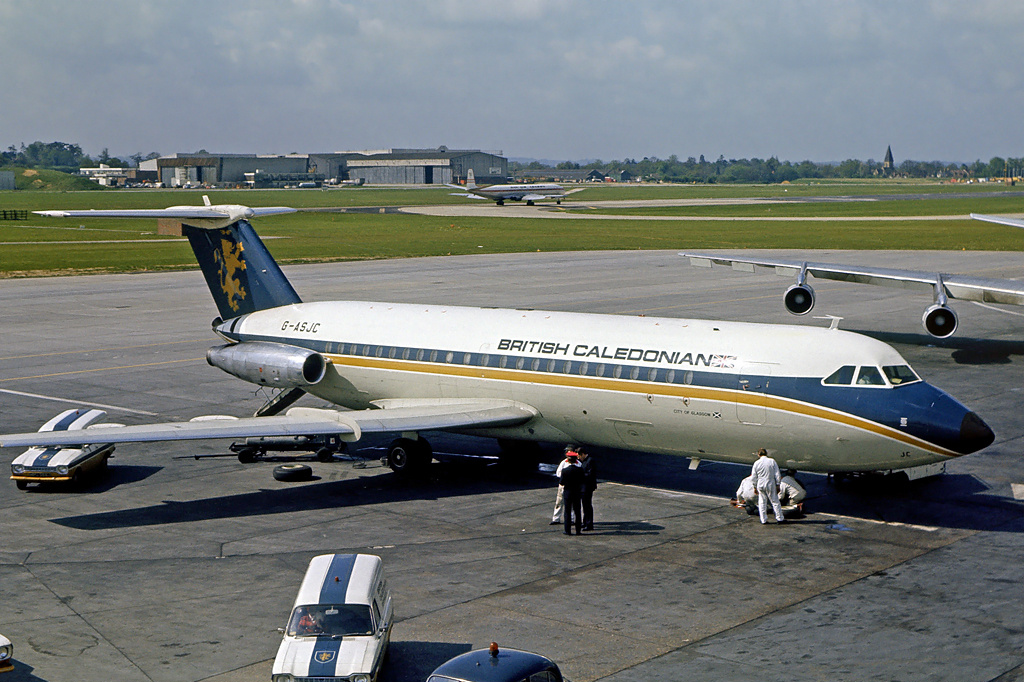
英國金獅航空BAC 1-11 200於倫敦格域機場，攝於1973年。

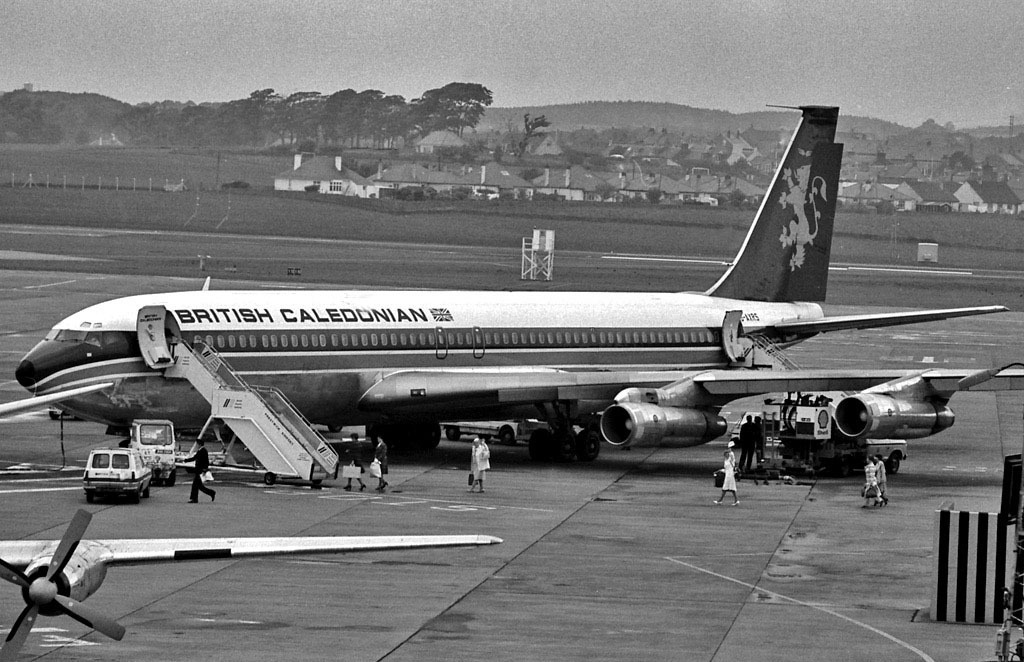
英國金獅航空一架波音 707-320C，註冊編號 G-AXRS，攝於格拉斯哥普雷斯蒂克国际机场（ca. 1972）。該飛機曾於1977年10月24執飛來往格域機場和休士頓的處女航。

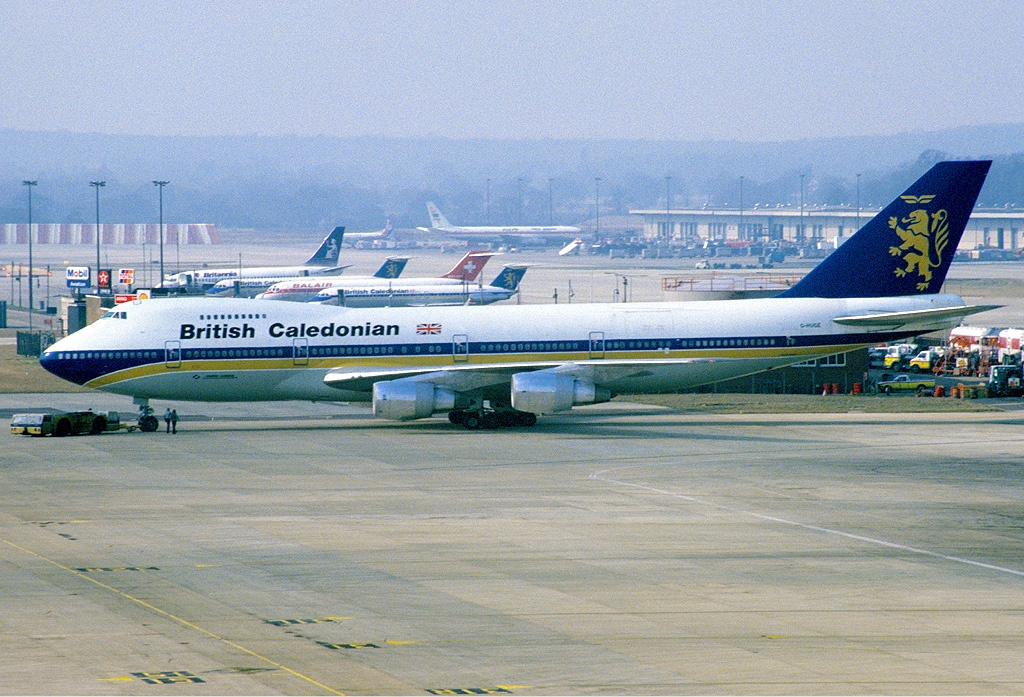
英國金獅航空的一架波音 747-200M於倫敦格域機場，攝於1986年。

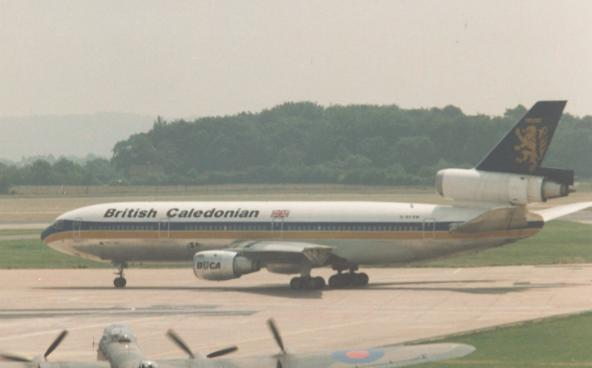
英國金獅航空旗下的麥道 DC-10-30正準備從曼城前往紐約JFK，攝於1987年。

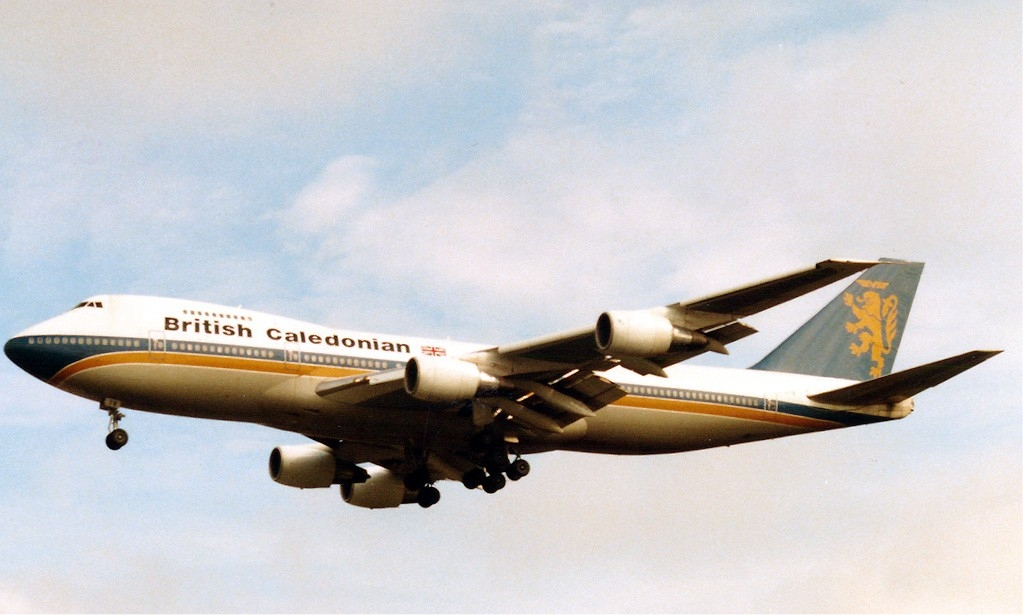
英國金獅的波音 747-200，攝於1988年。

- 維克斯VC10 1103/1109
- 維克斯子爵 800

#### 1972年
截止1972年5月，英國金獅航空共有32架噴射機服役。
這段時期BCal僱用了5,300名員工。

#### 1975年
截止1975年3月，英國金獅航空共有24架噴射機服役。
這段時期BCal僱用了4,846名員工。

#### 1978年
截止1978年4月，英國金獅航空共有29架噴射機服役。
這段時期BCal僱用了5,500名員工。

#### 1981年
截止1981年5月，英國金獅航空共有29架噴射機服役。
這段時期BCal僱用了6,600名員工。

#### 1984年
截止1984年3月，英國金獅航空主要有25架噴射機組成。
這段時期BCal僱用了6,300名員工。

#### 1986年
截止1986年3月，英國金獅航空主要有27架噴射機組成。

這段時期BCal僱用了6,750名員工。

## 意外與事故
英國金獅航空的機隊意外地在其服役17年間從未釀成或發生重大事故，僅有幾宗輕微意外較為矚目：

## 延伸閱讀
- Bristow, A., and Malone, P. . Barnsley, UK: Pen & Sword Books. 2009. ISBN 978-1-84884-208-3.
- . Cudham, UK: Kelsey Publishing Group: 40–45. November 2011. (Kelsey Publishing Group online （页面存档备份，存于）)

## 外部連結
- The biggest photo website and forum for British Caledonian Airways on the web. Run by a former employee.
- British Caledonian — A Tribute. The online home of British Caledonian Airways since 1998 （页面存档备份，存于）
- Monopolies and Mergers Commission report on proposed British Airways takeover of British Caledonian （页面存档备份，存于）
- BA-BCal merger as reported on BBC News, 16 July, 1987 （页面存档备份，存于）
- contemporary timetable images （页面存档备份，存于）
- Daily Telegraph obituary of Sir Peter Masefield, BCal's former deputy chairman from 1978-1987
- History of British Caledonian's VC-10s （页面存档备份，存于）
- Privatisation of British Airways: Its Management and Politics 1982—1987 (Kyohei Shibata, EUI Working Paper EPU No.93/9, European University Institute, Florence, Italy, 1994)